# Montucaris distincta
Montucaris distincta is een kreeftachtigensoort uit de familie van de Hirsutiidae. De wetenschappelijke naam van de soort is voor het eerst geldig gepubliceerd in 2006 door Jaume, Boxshall & Bamber.